# Фторид меди(I)
Фторид меди(I) — неорганическое соединение, 
соль металла меди и плавиковой кислоты с формулой CuF,
рубиново-красные кристаллы,
не растворяется в воде.

## Получение
- Действие газообразного фтористого водорода на нагретый хлорид меди(I):

{\displaystyle {\mathsf {CuCl+HF\ {\xrightarrow {T}}\ CuF+HCl}}}
- Разложение при сильном нагревании фторида меди(II):

{\displaystyle {\mathsf {2CuF_{2}\ \xrightarrow {1100-1200^{o}C} \ 2CuF+F_{2}}}}

## Физические свойства
Фторид меди(I) образует рубиново-красные кристаллы
кубической сингонии,
пространственная группа F 43m,
параметры ячейки a = 0,4264 нм, Z = 4.
Устойчив в сухом воздухе.
Не растворяется в воде, этаноле, безводном фтористом водороде.

## Химические свойства
- Диспропорционирует во влажном воздухе или при контакте с водой:

{\displaystyle {\mathsf {2CuF\ {\xrightarrow {H_{2}O}}\ CuF_{2}+Cu}}}

## Последние исследования
Несмотря на то, что структура фторида меди(I) определена
,
появилось сообщение, в котором утверждается, что авторы ошиблись

и определили структуру Cu2O. В пользу этого утверждения говорит совпадение некоторых параметров элементарных ячеек.